# 安達昭夫
安達 昭夫（あだち あきお、1959年10月27日 - ）は日本中央競馬会栗東トレーニングセンター所属の調教師。

## 略歴
私立高校への進学が決まっていたが、騎手への夢を捨てきれず、馬事公苑の昭和50年度長期騎手講習生となり、1979年3月、栗東・増本勇厩舎所属の騎手として騎手デビューした。当時、父親も増本厩舎で厩務員として働いていた。デビュー当初は騎乗馬にも恵まれ、栗田伸一と新人賞を争ったが、栗田の22勝に対して16勝で新人賞獲得はならなかった。
しかし次第に騎乗数が減ってゆき、途中フリーになったり厩舎所属を繰り返すことになる。騎手時代の晩年は梅内忍厩舎所属となって1994年に引退。通算勝利は125勝であった。
身長167cm。
騎手引退は梅内厩舎の調教助手となり、1999年に調教師免許を取得。2000年に厩舎を開業。初出走は同年3月4日阪神競馬第10競走のヤマトプリティで2着、初勝利は同年4月23日福島競馬第12競走のマルサンミッキーで、延べ24頭目であった。
2003年12月6日に行われたステイヤーズステークスでチャクラが勝利し重賞初制覇。
2008年11月3日に園田競馬場で行われたJBCスプリントでバンブーエールが勝利しG1級競走初制覇。2009年12月6日に行われたジャパンカップダートでエスポワールシチーが勝利しJRAG1を初制覇した。
2014年2月8日に京都2Rで勝利し通算200勝、2020年8月16日に小倉12Rで勝利し通算300勝を達成した。

## 騎手成績
|      | 1着 | 2着 | 3着 | 騎乗数 | 勝率 | 連対率 |
| ---- | --- | --- | --- | ------ | ---- | ------ |
| 平地 | 122 | 159 | 144 | 1952   | .063 | .144   |
| 障害 | 3   | 7   | 3   | 27     | .111 | .370   |
| 計   | 125 | 166 | 147 | 1979   | .063 | .147   |

|            | 日付           | 競走名           | 競馬場 | 馬名         | 頭数 | 人気 | 着順 |
| ---------- | -------------- | ---------------- | ------ | ------------ | ---- | ---- | ---- |
| 初騎乗     | 1979年3月10日  | 4歳未勝利        | 阪神   | ノトヨーコー | 10   | -    | 9着  |
| 初勝利     | 1979年3月10日  | -                | 阪神   | フジワカ     | -    | -    | 1着  |
| 重賞初騎乗 | 1979年8月19日  | 函館記念         | 函館   | ハッコウオー | 11頭 | 8    | 5着  |
| GI級初騎乗 | 1979年11月16日 | エリザベス女王杯 | 阪神   | ミンドヒカリ | 18頭 | 16   | 15着 |

## 調教師成績
|            | 日付          | 競馬場・開催  | 競走名               | 馬名               | 頭数 | 人気 | 着順 |
| ---------- | ------------- | ------------- | -------------------- | ------------------ | ---- | ---- | ---- |
| 初出走     | 2000年3月4日  | 1回阪神3日10R | 鳴門S                | ヤマトプリティ     | 16頭 | 5    | 2着  |
| 初勝利     | 2000年4月23日 | 1回福島2日12R | 5歳上500万下         | マルサンミッキー   | 12頭 | 7    | 1着  |
| 重賞初出走 | 2000年9月3日  | 3回小倉8日11R | 小倉3歳S             | フィオリトゥーラ   | 17頭 | 15   | 17着 |
| 重賞初勝利 | 2003年12月6日 | 6回中山1日11R | ステイヤーズS        | チャクラ           | 10頭 | 6    | 1着  |
| GI初出走   | 2002年5月4日  | 3回東京6日11R | NHKマイルカップ      | マヤノサリーダ     | 18頭 | 17   | 15着 |
| GI初勝利   | 2009年12月6日 | 5回阪神2日11R | ジャパンカップダート | エスポワールシチー | 16頭 | 1    | 1着  |

## 主な管理馬
※括弧内は当該馬の優勝重賞競走、太字はGI級競走。
- チャクラ（2003年ステイヤーズステークス、2004年目黒記念）
- メイショウオスカル（2004年フローラステークス、2005年福島牝馬ステークス）
- ヤマトマリオン（2006年フローラステークス、2008年東海ステークス、クイーン賞、2009年TCK女王盃）
- バンブーエール（2008年JBCスプリント、2009年クラスターカップ、東京盃）
- エスポワールシチー（2009年マーチステークス、かしわ記念、マイルチャンピオンシップ南部杯、ジャパンカップダート、2010年フェブラリーステークス、かしわ記念、2011年名古屋大賞典、みやこステークス、2012年かしわ記念、マイルチャンピオンシップ南部杯、2013年マイルチャンピオンシップ南部杯、JBCスプリント）
- サウンドバリアー（2010年フィリーズレビュー）
- デスペラード（2013年ステイヤーズステークス、2014年京都記念、ステイヤーズステークス）
- サウンドキアラ  (2020年京都金杯、京都牝馬ステークス、阪神牝馬ステークス)
- メイショウカズサ(2021年プロキオンステークス、白山大賞典、浦和記念)